# Montgibaud
Montgibaud település Franciaországban, Corrèze megyében. Lakosainak száma 251 fő (2022. január 1.). Montgibaud Benayes, Lubersac, Coussac-Bonneval és Meuzac községekkel határos.

## Népesség
A település népességének változása:
| Lakosok száma | 324  | 217  | 216  | 232  | 235  | 240  | 239  | 235  | 239  | 251  |
|               | 1968 | 1982 | 1990 | 2006 | 2013 | 2015 | 2017 | 2019 | 2020 | 2022 |